# Denis de Sallo

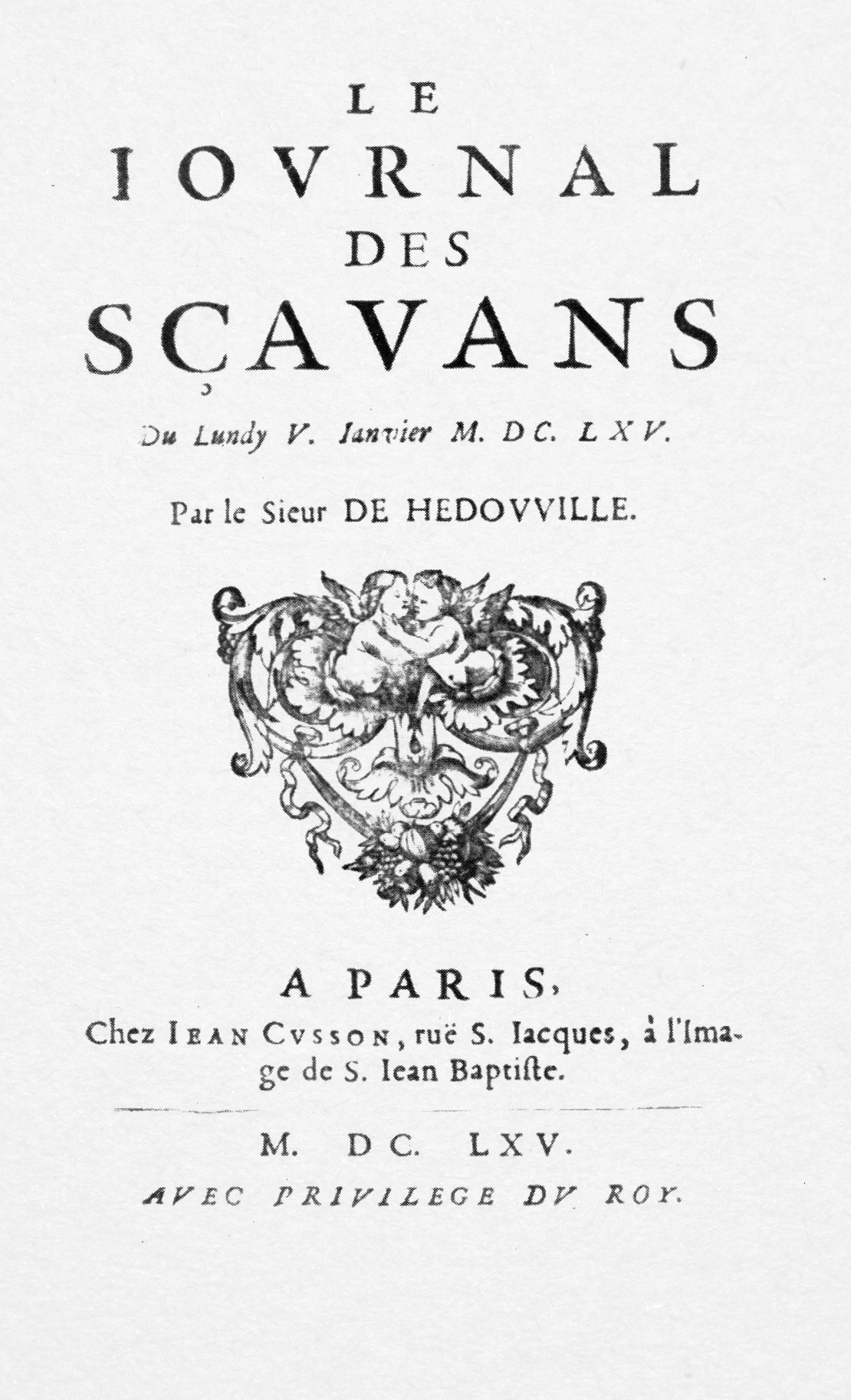
Page titre du premier numéro du
Iovrnal des sçavans
daté du lundi 5-1-1665

Denis de Sallo, Sieur de la Coudraye, né le 17 mars 1626 près de Sainte-Hermine et mort le 14 mai 1669 à Paris, est le fondateur du Journal des savants, le premier périodique littéraire et scientifique d'Europe.

## Biographie
Nommé conseiller au Parlement de Paris en 1653, c'est sous le pseudonyme de son valet de chambre, « le sieur d'Hédouville », qu'il fait paraître le premier numéro du Journal des sçavans, le 5 janvier 1665. L'accueil réservé à cette publication, qui est aussitôt imitée par la Royal Society de Londres, lui montre qu'il avait vu juste et que l'ère de la correspondance manuelle, seul moyen pour les savants de communiquer entre eux jusque-là, serait bientôt révolue. Colbert, qui avait patronné l'entreprise, eut sans doute lui aussi tout lieu d'être satisfait.
Denis de Sallo n'avait toutefois pas prévu que les critiques acerbes qu'il se permettait parfois à l'égard de ses pairs allait provoquer des réactions tout aussi vives. L'historien de la littérature Isaac D'Israeli rapporte que Ménage, dont un ouvrage sur le droit avait suscité les railleries du Journal, s'insurgea contre une telle diffamation entre confrères. D'Israeli raconte encore que Denis de Sallo aurait eu la témérité de défendre l'Église gallicane et se serait ainsi attiré les foudres d'un nonce du pape. Toujours est-il que la publication du Journal est interrompue pendant quelques mois après la sortie de son 13e numéro. Denis de Sallo est remercié et remplacé par l'abbé Jean Gallois, dont la docilité et la neutralité des propos auront à leur tour le don de fomenter l'ire des lecteurs.
Voltaire, qui eut lieu, lui aussi, de se plaindre des gazettes, rédige ainsi la notice de Denis de Sallo dans son Siècle de Louis XIV : 

« Sallo (Denys de), né en 1626, conseiller au parlement de Paris, inventeur des journaux. Bayle perfectionna ce genre, déshonoré ensuite par quelques journaux que publièrent à l’envi des libraires avides, et que des écrivains obscurs remplirent d’extraits infidèles, d’inepties, et de mensonges. Enfin on est parvenu jusqu’à faire un trafic public d’éloges et de censures, surtout dans des feuilles périodiques ; et la littérature a éprouvé le plus grand avilissement par ces infâmes manèges. »

Denis de Sallo est par ailleurs l'auteur d'un ouvrage intitulé Des Légats, traité sommaire fait au sujet de la légation du cardinal Chisi qui doit venir en France en exécution du Traité de Pise, paru en 1665.